# Рашап, Илья Юлианович
Илья́ Раша́п (англ. Ilyá Rasháp) — независимый российский фотограф и фотохудожник, член Союза фотохудожников России, современный представитель постмодернизма в художественном фотоискусстве.
Отличительной особенностью его работ является игра со светотеневым рисунком и художественная постановка.
Основные направления деятельности: рекламная, имиджевая фотография, свадебная фотосъёмка, художественные арт-проекты.

## Биография
Имя при рождении Илья Юлианович Рашап, родился 11 апреля 1979 года в городе Москва, РСФСР.
Начинал преподавательскую деятельность в Академии фотографии. Был включён в состав главного жюри клуба «Формула Фото»
С 2009 года активно проводит обучающую деятельность и персональные выставки.Класнсый пацан
В 2010 году обладатель Международной Премии (недоступная ссылка) «Лучший Фотограф 2010»
2011 год — фотовыставка Ильи в галерее Санкт-Петербурга «Рахманинов Дворик».
2012 год — выставка на фотофестивале в Румынии «Photo Romania Festival».
2012 год — фотовыставка в галерее Москвы «Баррикада».
В настоящий момент ведёт ряд авторских программ (мастер-классы).
Видеорепортаж Ильи Рашапа для программы «Вести» ГТРК «Вятка»
Видеорепортаж Ильи Рашапа для главной программы телеканала СТВ «Информбюро»
Видеорепортаж Ильи Рашапа (недоступная ссылка) для канала «Культура».

## Примечание
1. ↑  СОЮЗ ФОТОХУДОЖНИКОВ РОССИИ - Илья Рашап. www.photounion.ru. Дата обращения: 17 мая 2020. Архивировано 7 июня 2020 года.
2. ↑  «Формула Фото» — международный клуб, объединяющий фотографов разных городов и стран. Дата обращения: 5 января 2013. Архивировано 13 января 2013 года.
3. ↑  IV Открытая международная Фотопремия «Лучший Фотограф», 3 место в профессиональной категории, подкатегория ню. Дата обращения: 4 января 2013. Архивировано из оригинала 20 мая 2013 года.
4. ↑  Государственная телевизионная радиовещательная Компания г. Киров «Вятка» — одна из старейших региональных компаний Российской Федерации. Дата обращения: 8 января 2013. Архивировано 1 января 2013 года.
5. ↑  Телекомпания «СТВ» — основной информационный ресурс Ставропольского края. Дата обращения: 18 апреля 2022. Архивировано 6 марта 2016 года.